# حران كويثا
حران كويثا المعروف أيضًا باسم مخطوط الوحي العظيم هو نص مندائي يروي تاريخ المندائيين ووصولهم إلى منطقة ميديا كناصريين قادمين من القدس. كُتب هذا النص بالمندائية في الفترة من القرن الرابع الميلادي حتى القرن السادس الميلادي.

## المحتوى
وفقًا لما جاء في حران كويثا، فإن يحيى قد تعمّد وتلقى تعليمه على يد راعي الناصري أنوش العالم بأسرار الطائفة.:6–7 بحسب جورون ج. باكلي، يرى المندائيون أنفسهم على أنهم يهود سابقون يقيمون في القدس ويحبون أدوناي حتى وُلِدَ يسوع.:49:96 علم هؤلاء التلاميذ الناصريين ليوحنا المعمدان:IX بخراب القدس والهيكل سنة 70م، لكنهم لم يغادروا لهذا السبب، وإنما فرّوا قبل سنة 70م بسبب اضطهاد اليهود الأرثوذكس لهم. بموافقة من الملك الفرثي أرتابانوس الثاني الذي حكم من سنة 11م إلى 38 م، استقر المندائيون في التلال الميدية،:xiii ثم انتقلوا فيما بعد إلى جنوب بابل.:4

## وصلات خارجية
- Haran Gawaitha (Mandaic text from the Mandaean Network)
- Haran Gawaitha (Mandaic text from the Mandaean Network)